# Barry Le Va
Barry Le Va (Long Beach, California, 28 de diciembre de 1941 - Nueva York, 24 de enero de 2021) fue un escultor y artista visual estadounidense.

## Biografía
Inició sus estudios universitarios de arquitectura en la Universidad Estatal de California (Long Beach) (1960-1963), continuándolos en el Art Center College of Design (Pasadena, California) y en el Otis College of Art and Design (Los Ángeles) donde obtuvo una maestría en Bellas Artes en 1967.
Posteriormente su formación académica acabó derivando hacia la plástica. Asistió al Minneapolis College of Art and Design (MCAD) entre 1968 y 1970. En 1973 comenzó su carrera docente como profesor en la Universidad de Princeton, donde permaneció hasta el año siguiente. Continuándola en la Universidad de Yale desde 1976, y en la Universidad de Minnesota, en su sede de Mineápolis.
Durante su formación artística estuvo influenciado por Gordon Matta-Clark, Öyvind Fahlström y George Brecht, entre otros.
Le Va se movió entre el minimalismo y la instalación, caracterizado por utilizar como soporte el suelo de las salas de exposiciones. Una de sus exposiciones más paradigmáticas fue "Two Becoming One" (1968-1969) en la que utilizó un espolvoreado de tiza.
En España, participó en la muestra de Carmen Jiménez, "Entre la geometría y el gesto" (1986), en el palacio de Velázquez; y en 2009 participó con una de sus obras en una exposición colectiva dedicada al dibujo neoyorquino, celebrada en el museo de Arte Contemporáneo Esteban Vicente (Segovia).